# Vladimir Lučić
Vladimir Lučić (serbisch-kyrillisch Владимир Лучић; * 17. Juni 1989 in Belgrad) ist ein serbischer Basketballspieler. Lučić spielte bis 2013 in seiner Heimat, wo er mit dem vormaligen Serienmeister KK Partizan Belgrad fünf Meisterschaften und vier nationale Pokaltitel gewann sowie viermal den Titel in der Adriatischen Basketballliga (ABA-Liga). Zwischenzeitlich spielte er von 2013 bis 2016 in der spanischen Liga ACB für Valencia BC, mit dem er den Eurocup 2013/14 gewann. Seit der Saison 2016/17 läuft er in der Basketball-Bundesliga für den FC Bayern München auf.

## Karriere
Lučić spielte in seiner Jugend für den KK Radnički Belgrad, bevor er über den KK Atlas zum KK Superfund in der Hauptstadt kam, für den er seine ersten Spiele im Herrenbereich bestritt. Nach zwei Jaren wechselte Lučić 2008 zum dominierenden Serienmeister KK Partizan. Obwohl er in der Herrenmannschaft hier zunächst wenig Einsatzzeit erhielt, empfahl er sich für den Kader der Juniorennationalmannschaft. Bei der U20-Europameisterschafts-Endrunde 2009 gelang zwar unter anderem in der Vorrunde ein knapper Sieg mit zwei Punkten Unterschied gegen die deutsche Auswahl, aber nach Niederlagen unter anderem gegen Kroatien und Montenegro belegte der serbische Nachwuchs einen für seine Ansprüche dürftigen elften Platz. Mit dem KK Partizan gewann Lučić bis 2011 dreimal hintereinander das Triple aus Meisterschaft, Pokalwettbewerb und dem Gewinn der supranationalen ABA-Liga. Seinen ersten Kurzeinsatz im höchstrangigen europäischen Vereinswettbewerb EuroLeague hatte Lučić in der Saison 2009/10, als Partizan nach zwei Viertelfinal-Teilnahmen zuvor in der ULEB-Ära erstmals in das Final Four dieses Wettbewerbs einzog. Partizan belegte nach zwei knappen Niederlagen den vierten Platz, wobei Lučić nach der Vorrunde ohne weitere Einsatzzeit blieb. In der folgenden Saison erhielt Lučić nun regelmäßig Einsatzzeit auch in der EuroLeague, doch eine verjüngte Mannschaft unter dem neuen Cheftrainer Vlada Jovanović konnte den Erfolg der Vorjahre nicht wiederholen und schied nach nur einem Zwischenrundensieg in der zweiten Gruppenphase der 16 besten Mannschaften aus. Bei der Sommer-Universiade 2011 gewann Lučić mit der serbischen Studentenauswahl die Goldmedaille. In der folgenden Saison bekam Partizan im Frontcourt Probleme nach dem Abgang von Jan Veselý und der Rückkehr von Nikola Peković nach Ende des Lockouts jeweils in die NBA. So reichte es weder zur Qualifikation zur Zwischenrunde der Euroleague noch zur Titelverteidigung in der ABA-Liga, die Gastmannschaft Maccabi Tel Aviv gewann. Auf nationaler Ebene konnte die Mannschaft jedoch die Konkurrenz vorerst weiter hin sich lassen und das Double verteidigen. Lučić angestiegene Spielanteile wurden mit einer Berufung in die serbische Nationalmannschaft belohnt, mit der er sich nach der verpassten Olympiateilnahme für die EM-Endrunde 2013 qualifizierte.
Zur folgenden Saison kehrte Duško Vujošević als Trainer zurück zu einer Mannschaft, die auch aus finanziellen Gründen weiter verjüngt wurde und in der kein serbischer Spieler und bis auf Torey Thomas auch kein ausländischer Spieler älter als 24 Jahre alt war. Lučić wurde als einer der dienstältesten Spieler zum Mannschaftskapitän ernannt. Das entscheidende letzte Gruppenspiel um den Einzug in die Zwischenrunde der EuroLeague 2012/13 verlor Partizan erst nach Verlängerung gegen den deutschen Meister Brose Baskets. In der ABA-Liga 2012/13 ohne Titelträger Maccabi holte man sich als Hauptrundenvierter beim Final-Four-Turnier den Titel zurück und gewann auch die Finalserie der Meisterschaft gegen den Lokalrivalen KK Roter Stern Belgrad, gegen den man zuvor jedoch das Pokalfinale verloren hatte. Wie viele seiner Kollegen zuvor wechselte nun auch Lučić ins Ausland und ging zum Klub aus Valencia in die spanische Liga ACB. In den Gruppenspielen des Eurocup 2013/14 konnte man nicht immer überzeugen und erreichte mit nur neun Siegen in 16 Spielen die Knockout-Runden, in denen man nach Viertelfinal-Niederlage im Rückspiel bei Alba Berlin in Halbfinale und Finale ungeschlagen blieb und unter Trainer Velimir Perasović zum dritten Mal den Titel in diesem Wettbewerb für den Verein gewann. In der nationalen Meisterschaft hatte man bereits in der Hauptrunde überzeugt und war mit nur vier Niederlagen als Zweiter in die Play-offs eingezogen, in der man in einer denkwürdigen Halbfinalserie, in der es nur Auswärtssiege gab, durch einen Buzzer Beater von Marcelinho Huertas dem späteren Titelgewinner FC Barcelona unterlag.
In der folgenden Saison 2014/15 konnte die Mannschaft ohne die vormaligen Protagonisten Justin Doellman und Oliver Lafayette an die Erfolge der Vorsaison zunächst nicht anschließen und musste nach nur drei Vorrundensiegen in der höherrangigen EuroLeague in den Eurocup zurück. Nach einer Heimniederlage gegen den rumänischen Klub CSU Asesoft Ploiești musste schließlich sogar Trainer Perasović gehen, doch die Mannschaft qualifizierte sich erneut knapp für das Achtelfinale, in dem man den vormaligen deutschen Meister FC Bayern München dominierte, bevor man als Titelverteidiger im Viertelfinale am späteren Titelgewinner BK Chimki scheiterte. In der spanischen Meisterschaft scheiterte man als Hauptrundenfünfter in der Halbfinalserie am späteren Triple-Crown-Triumphator Real Madrid. In der folgenden Saison 2015/16 blieb die Mannschaft in den ersten 28 Pflichtspielen bis Mitte Januar unbesiegt. In seinem Debüt als Vereinstrainer von Limoges CSP beendete ausgerechnet Lučić’ langjähriger Partizan-Vereinstrainer Vujosević diese außergewöhnliche Serie bei Valencias Heimniederlage im Eurocup 2015/16.
Am 26. Juli 2016 unterschrieb Lučić beim FC Bayern München einen Zweijahresvertrag. 2019 verlängerte er seinen Vertrag bis 2022.
Zum Ende der EuroLeague-Saison 2020/21 wurde Lučić in die Auswahl der besten fünf Spieler der Saison gewählt, nachdem er maßgeblichen Anteil daran gehabt hatte, dass der FC Bayern München zum ersten Mal die Playoffs der EuroLeague erreichte.
Beim unerwartet frühen Ausscheiden der serbischen Nationalmannschaft im Achtelfinale der Basketball-Europameisterschaft 2022 erzielte Lučić im Schnitt 7,2 Punkte und 2 Rebounds pro Spiel. In der Saison 2023/24 gewann mit dem FC Bayern die deutsche Meisterschaft und den Pokalwettbewerb. Lučić, der bereits 2022 Mannschaftskapitän der Bayern wurde, führte die Mannschaft als solcher 2025 erneut zum deutschen Meistertitel.

## Erfolge und Auszeichnungen
- ABA-Liga-Sieger: 2009, 2010, 2011, 2013
- Serbischer Meister: 2009, 2010, 2011, 2012, 2013
- Deutscher Meister: 2018, 2019, 2024, 2025
- Deutscher Pokalsieger: 2018, 2021, 2023, 2024